# تشارلي روبرتسون
تشارلي روبرتسون (بالإنجليزية: Charles Robertson)‏ هو سياسي أمريكي، ولد في 12 أبريل 1934 في يورك في الولايات المتحدة، وتوفي في 24 أغسطس 2017 بسبب سرطان. حزبياً، نشط في الحزب الديمقراطي. وقد انتخب عمدة.